# ASM-1C (Type 91)
L'ASM-1C, anche chiamato Type 91 Air-to-Ship Missile (in lingua giapponese Kyūichi shiki kūtaikan yūdōdan), è un missile antinave, prodotto da Mitsubishi Heavy Industries, entrato in servizio nel 1991 nella Forza marittima di autodifesa giapponese.
Si tratta di una versione aviolanciabile del missile SSM-1. Viene utilizzato esclusivamente dagli aerei da pattugliamento oceanico Lockheed P-3C Orion e Kawasaki P-1.

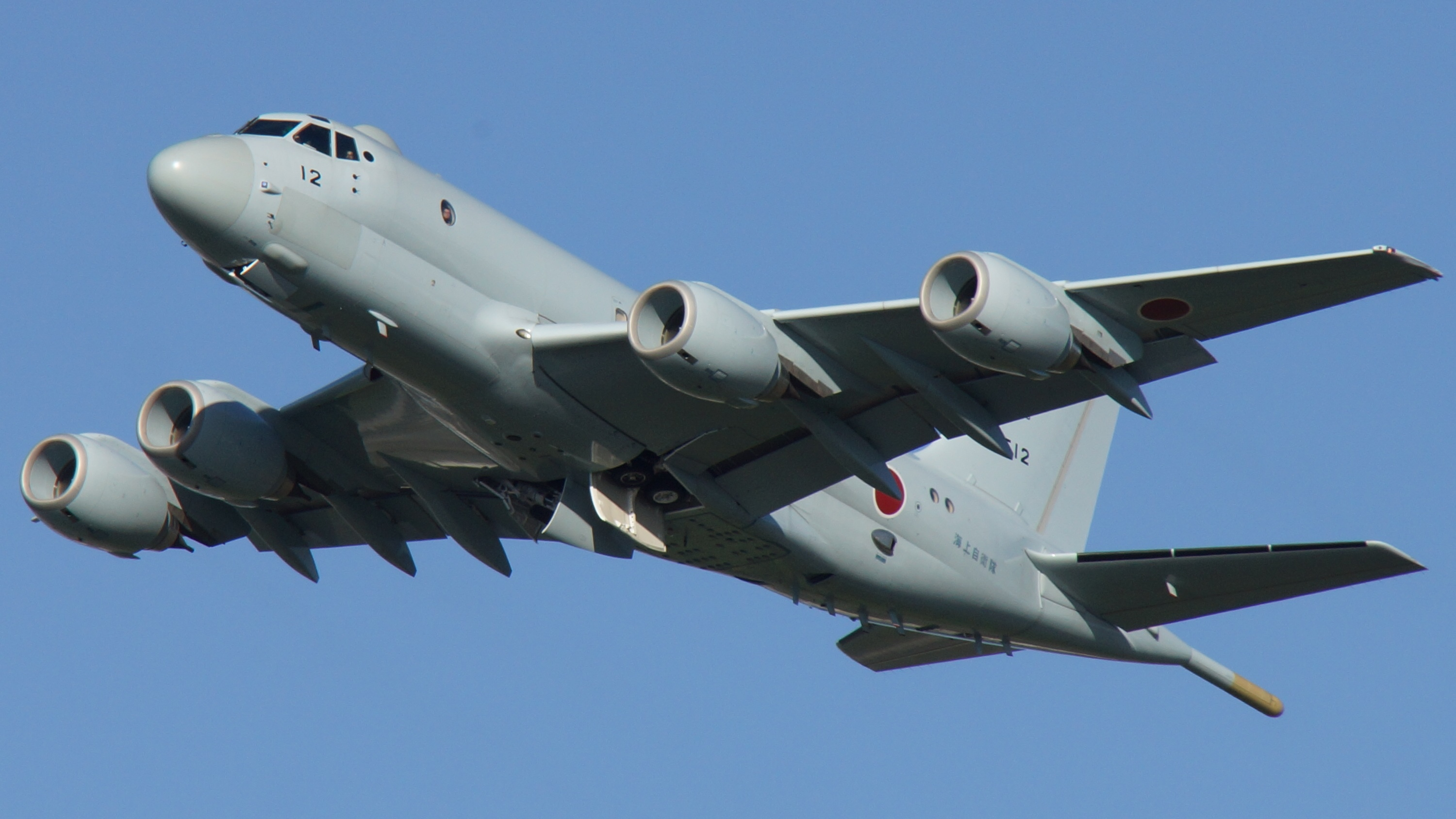
I missili ASM-1C possono essere montati sull'aereo da pattugliamento oceanico Kawasaki P-1.

## Sviluppo
L'ASM-1C è una versione migliorata del precedente ASM-1, ed è derivata dal missile costiero SSM-1. Questa variante è stata sviluppata appositamente ed esclusivamente per i pattugliatori marittimi.
Utilizzando le modifiche apportate al missile SSM-1, in particolare al sistema di guida e all'apparato propulsivo, si è ottenuta un'arma molto più prestante rispetto all'ASM-1. Inoltre è stata ingrandita anche la testata bellica.

## Caratteristiche
L'ASM-1C è lungo 4 metri, ha un diametro di 35 centimetri, e un'apertura alare di 1,2 metri. Ha un peso di 510 kg, comprendente una testata bellica di 260 kg di esplosivo ad alto potenziale semiperforante.
L'apparato propulsivo è costituito da un motore turbogetto Mitsubishi TJM2 che consente una velocità intorno a Mach 0,9.
Il missile è in grado di volare al livello del mare (sea-skimming) a soltanto 5 metri dalla superficie.
Il sistema di guida impiega il sistema di navigazione inerziale (INS) e la guida radar attiva (ARH).
Rispetto all'ASM-1 sono stati introdotti gli stessi accorgimenti adottati sul missile SSM-1 per quanto riguarda l'elettronica di bordo. Innanzitutto è stata migliorata l'elaborazione del segnale radar, ed è stata fornita anche una protezione dalle contromisure elettroniche (ECM). Anche il sistema di guida inerziale è stato modificato, con i collegamenti di giroscopio, accelerometro e sensore del dispositivo inerziale che utilizzano il controllo della posizione invece dell'angolo di assetto.